# صندوق پستی ۵۲۰
صندوق پستی ۵۲۰ (به تامیلی: Anjal Petti 520) و (به انگلیسی: Post box 520) فیلمی هندی محصول سال ۱۹۶۹ و به کارگردانی تی.ان بالو است. در این فیلم بازیگرانی همچون سیواجی گانسان، بی.ساروجا دوی، ناگش و مانوراما ایفای نقش کرده‌اند.